# Annemarie Govaert
Annemarie Goveart is een personage in de VTM-televisieserie Familie, gespeeld door Brigitte De Man.

## Overzicht
Annemarie is de zus van Frederik Govaert, de beste vriend van Guy Maeterlinck. Guy en Annemarie groeien steeds meer naar elkaar toe en uiteindelijk trouwen ze. Door gedeelde interesses wordt ze meteen een goede vriendin van Guys stiefdochter Mieke Van den Bossche.
Alles lijkt goed te gaan, tot Guy begint te graven in het Amerikaanse verleden van Annemarie en een schrikwekkende ontdekking doet. Annemarie kreeg een gehandicapt zoontje, dat ze vermoordde door het te verstikken met een slaapkussen. Wanneer Guy haar hiermee confronteert, slaan haar stoppen door. Ze probeert Miekes zoontje Lennert De Waele op dezelfde manier te vermoorden en valt Guy aan met een keukenmes. Alles loopt goed af en Annemarie komt in een instelling terecht. Na een aantal maanden lijkt ze stilaan aan de beterhand, maar plots krijgt ze een hartaanval en sterft ze.